# Ritter, Dene, Voss
Ritter, Dene, Voss ist ein Theaterstück von Thomas Bernhard.
Das Stück wurde unter der Regie von Claus Peymann bei den Salzburger Festspielen am 18. August 1986 uraufgeführt und dann ins Repertoire des Wiener Burgtheaters aufgenommen. Die Uraufführungsinszenierung wurde 2004 mit denselben Darstellern ins Repertoire des Berliner Ensembles übernommen.

## Handlung
Die drei den Titel des Theaterstücks bildenden Namen sind jene der Darsteller in der Uraufführung: Ilse Ritter, Kirsten Dene und Gert Voss. Die Personen, die sie verkörpern, bezeichnet Bernhard wie folgt: „Voss ist Ludwig, Dene seine ältere Schwester, Ritter seine jüngere Schwester“ (s. Ludwig Wittgenstein: Literarische Rezeption). Die Schwestern des psychisch kranken Philosophen Ludwig wohnen seit Jahrzehnten in ihrem Wiener Elternhaus als Nachfahren der wohlhabenden Industriellenfamilie Worringer. Beide sind mäßig erfolgreiche Schauspielerinnen und erwarten ihren Bruder zum Mittagessen, nachdem er von einem Klinikaufenthalt zurückgekehrt ist. Im ersten Akt, vor dem Mittagessen, kümmert sich vorwiegend die ältere Schwester (Dene) um die Zubereitung der Mahlzeit und das Tischdecken, während die Jüngere (Ritter) eher untätig bleibt, Zeitung liest und Zigaretten raucht. Die Gespräche der Schwestern lassen tiefgründige Konflikte erkennen, die mit ihrem Bruder verbunden sind. Im zweiten Akt, beim Mittagessen, tritt erstmals Ludwig (Voss) auf, der dominant spricht und wiederholt seine psychische Abnormalität erkennen lässt. Allerdings ist er im Gegensatz zu den meisten Patienten der Klinik nicht entmündigt und diktiert seiner älteren Schwester in produktiven Phasen philosophische Texte. Die Erwähnung mancher Familienmitglieder oder des Arztes Dr. Frege löst bei ihm Wutanfälle verbunden mit Beschimpfungsreden aus. Dabei verschont er auch seine Schwestern nicht, die sich kaum wehren, sondern eher um die Zuneigung des Bruders bemüht sind. Eher komisch ist die Szene, in der Ludwig von der Schwester gebackene Brandteigkrapfen im Übermaß hinunterwürgt. Im dritten Akt, nach dem Essen, wird Ludwig zum Hauptakteur, indem er ständig Bilder mit Porträts von Familienmitgliedern umhängt und Möbel hin- und herrückt, wobei größere Mengen Porzellangeschirr zu Bruch gehen. Zwei moderne Porträtbilder, die seine Schwestern malen ließen, werden dann von Ludwig auch sehr abfällig kommentiert. Am Ende hat sich die individuelle Situation der Geschwister und ihrer Beziehungen untereinander nicht wesentlich verändert.

## Hintergrund
Am Ende der Textausgabe des Theaterstücks ist eine Anmerkung Bernhards aus Juni 1984 abgedruckt:

„Ritter, Dene, Voss, intelligente Schauspieler. Während der Arbeit, die ich zwei Jahre nach dieser Notiz abgeschlossen habe, waren meine Gedanken hauptsächlich auf meinen Freund Paul und auf dessen Onkel Ludwig Wittgenstein konzentriert gewesen.“

Die Figur des Ludwig Worringer weist demnach auch Charakterzüge und biographische Elemente von Ludwig und Paul Wittgenstein auf. Der Studienaufenthalt in Cambridge und Besuche eines Blockhauses in Norwegen sind Ludwig Wittgensteins Biographie entlehnt, während die ironisch als Sommerfrische bezeichneten, monatelangen Episoden als Patient in der Psychiatrischen Klinik Am Steinhof, der Niederösterreichischen Landes-Heil- und Pflegeanstalt für Nerven- und Geisteskranke, von seinem Neffen Paul erlebt wurden.
Ilse Ritter erklärte in einem Interview, dass Bernhard sie für sein Stück als titelgebende und an der Uraufführung beteiligte Schauspielerin auswählte, ohne um eine Einwilligung zu fragen. Ritter sagte dennoch sofort zu und spielte die jüngere Schwester Ludwigs in zahlreichen Aufführungen, beispielsweise zehn Jahre lang am Burgtheater.

## Rezeption
Ritter, Dene, Voss war sowohl bei den Kritikern als auch beim Publikum ein großer Erfolg und erlebte zahlreiche Aufführungen sowie 2004 eine Inszenierung durch Peymann mit der Originalbesetzung.
Am Deutschen Theater Berlin wurde das Stück 2008 unter der Regie von Oliver Reese neu inszeniert in der Besetzung Constanze Becker (jüngere Schwester), Almut Zilcher (ältere Schwester) und Ulrich Matthes (Ludwig). Diese Premiere erhielt allerdings gemischte Kritiken, wobei die Leistung der Schauspieler überwiegend gelobt wurde.
2009 wurde das Stück unter der Regie von Antoine Uitdehaag am Cuvilliés-Theater in München aufgeführt mit Stefan Hunstein als Darsteller von Ludwig. Ulrike Willenbacher spielte die ältere Schwester und Barbara Melzl die jüngere. Die Inszenierung fand großen Zuspruch bei der Kritik und beim Publikum.